# Благовещенское сельское поселение (Кировская область)
Благовещенское сельское поселение — муниципальное образование в составе Свечинского района Кировской области России, существовавшее в 2006 — 2010 годах.
Центр — село Благовещенское.

## История
Благовещенское сельское поселение образовано 1 января 2006 года согласно Закону Кировской области от 07.12.2004 № 284-ЗО.
Законом Кировской области от 23 декабря 2010 года № 595-ЗО поселение упразднено, населённые пункты включены в Свечинское сельское поселение (с центром в селе Юма).

## Состав
В состав поселения входили 8 населённых пунктов:
- село Благовещенское
- деревня Большие Ковали
- деревня Кузино
- деревня Масленки
- деревня Сандаки
- село Старица
- село Успенское
- деревня Четвериковщина